# Tasiilaq
Tasiilaq, zastarale Ammassalik nebo Angmagssalik, (dánsky Oscarshavn) méně známý také jako Tasiliaq, je město v kraji Sermersooq na východním pobřeží Grónska. V roce 2017 tu žilo 2 027 obyvatel, což činí Tasiilaq nejlidnatějším městem na východním pobřeží Grónska a sedmým největším městem v Grónsku. Je to také největší grónské město, které nemá dánský název. Název Ammassalik znamená "místo, kde žijí huňáčci".

## Historie

### Pravěk
Lidé saqqacké kultury první dosáhli východní pobřeží Grónska. Dosáhli ho ze severu, přičemž šli přes Pearyho zemi, ale lidé dorsetské kultury je z osady vyhnali.

### Moderní dějiny
Thulští lidé prošli přes oblast v patnáctém století, našli ale východní pobřeží neobydlené. Vzhledem k vysoké migraci zpět na více osídlené západní pobřeží, východní pobřeží bylo opuštěné dalších dvě stě let a oblast nebyla obydlena až do konce osmnáctého století, přičemž Tasiilaq přežil jako jediné osídlení v devatenáctém století. Počet obyvatel se zvýšil až v roce 1880 po založení několika dalších osad.
Stálá osada byla založena v roce 1894 jako dánská obchodní stanice. Město bylo dříve známé pod jménem Angmagssalik. Název byl změněn mezi lety 1967-1973 na Tasîgdlak, nový název byl ale opět zrušen a vrácen na Ammassalik. Oficiální název Tasiilaq byl uznán v roce 1997.
V minulosti byl Tasiilaq hlavním městem kraje Tunu.

## Geografie
Tasiilaq se nachází přibližně 106 km jižně od severního polárního kruhu na jihovýchodním pobřeží ostrova Ammassalik, na břehu přírodního přístavu ve fjordu Tasiilaq. Fjord Sermilik leží dále na západ.
Tasiilaq je prakticky izolován od jiných větších měst. Nejbližší velká města v Grónsku jsou Narsaq, Qasigiannguit a Nuuk, ta jsou ale od Tasiilaqu všechna vzdálená téměř 700 km. Nejbližšími osadami jsou Kulusuk (21 km), Tiniteqilaaq (32 km), Kuummiit (39 km), Isortoq (62 km) a Sermiligaaq (66 km).
Všechny osady kromě Ittoqqortoormiitu, Ikerasassuaqu, Uunartequ a Itterajivitu se nacházejí v oblasti kolem Tasiilaqu. Na východním pobřeží Grónska se nachází celkem 7 obydlených osad (Tasiilaq, Ittoqqortoormiit, Kuummiit, Kulusuk, Sermiligaaq, Tiniteqilaaq, Isortoq) a několik neobydlených osad (Ikerasassuaq, Ikkatteq, Itterajivit, Nualik, Umivik, Uunarteq).

## Obyvatelstvo
S 2 027 obyvateli (v roce 2017) je Tasiilaq jedním z nejrychleji rostoucích měst v Grónsku, což je způsobeno také migrací z menších osad na východním pobřeží. Spolu s Nuukem je to jediné město v kraji Sermersooq, jehož počet obyvatel stále roste. Počet obyvatel se zvýšil o více než 23% ve srovnání s počtem obyvatel v roce 1992 a o 15% oproti počtu obyvatel z roku 2000.
Tasiilaq je hlavní místo, kde se mluví grónským dialektem Tunumiit.

## Doprava
- Silniční doprava: Existují silnice mimo Tasiilaq, nejsou ale příliš dlouhé. Nejdelší z nich je 3 km dlouhá úzká štěrková silnice, vedoucí k místní vodní elektrárně. Doprava do vzdálenějších míst je pomocí vrtulníku nebo lodi.
- Letecká doprava: Air Greenland dodává Tasiilaqu vrtulníky, létající z heliportu Tasiilaq do Letiště Kulusuk (24 km/15 km daleko), která nabízí spojení do Nuuku, Ittoqqortoormiitu a Islandu.[4] Místní lety z heliporty se provádějí do sousedních obcí Isortoq, Kuummiit, Sermiligaaq a Tiniteqilaaq.
- Lodní doprava: V létě je Tasiilaq spojen s Kulusukem nákladními loděmi společnosti Royal Arctic Line.[5]

## Klima
Tasiilaq má klima tundry, s dlouhými, studenými a sněžnými zimami a krátkými, chladnými suššími léty. Čas od času je Tasiilaq ovlivněn silnými větry. Dne 6. února 1970 byl zaznamenán nejhorší orkán v Tasiilaqu, který způsobil těžké poškození města.

| Tasiilaq – podnebí                                                           | Tasiilaq – podnebí | Tasiilaq – podnebí | Tasiilaq – podnebí | Tasiilaq – podnebí | Tasiilaq – podnebí | Tasiilaq – podnebí | Tasiilaq – podnebí | Tasiilaq – podnebí | Tasiilaq – podnebí | Tasiilaq – podnebí | Tasiilaq – podnebí | Tasiilaq – podnebí | Tasiilaq – podnebí |
| Období                                                                       | leden              | únor               | březen             | duben              | květen             | červen             | červenec           | srpen              | září               | říjen              | listopad           | prosinec           | rok                |
| ---------------------------------------------------------------------------- | ------------------ | ------------------ | ------------------ | ------------------ | ------------------ | ------------------ | ------------------ | ------------------ | ------------------ | ------------------ | ------------------ | ------------------ | ------------------ |
| Nejvyšší teplota [°C]                                                        | 8,5                | 12,5               | 15,1               | 15,2               | 15,5               | 21,5               | 25,2               | 20,2               | 20,5               | 13,0               | 12,4               | 9,8                | 25,2               |
| Průměrné denní maximum [°C]                                                  | −4,2               | −4,2               | −4,3               | 0,0                | 4,2                | 7,7                | 10,4               | 9,8                | 6,2                | 1,7                | −1,9               | −4,0               | 1,8                |
| Průměrná teplota [°C]                                                        | −7,7               | −7,9               | −8,1               | −4,1               | 0,7                | 4,2                | 6,5                | 6,1                | 3,2                | −1,8               | −4,9               | −7,4               | −1,8               |
| Průměrné denní minimum [°C]                                                  | −11,2              | −11,6              | −12,3              | −8,1               | −2,7               | 0,6                | 2,5                | 2,4                | 0,1                | −3,5               | −7,8               | −10,7              | −5,2               |
| Nejnižší teplota [°C]                                                        | −27,3              | −29,5              | −27,4              | −22,4              | −14,7              | −5,5               | −3,0               | −3,3               | −6,2               | −14,4              | −23,6              | −23,8              | −29,5              |
| Průměrné srážky [mm]                                                         | 120                | 99                 | 98                 | 75                 | 63                 | 51                 | 47                 | 64                 | 78                 | 83                 | 99                 | 102                | 979                |
| Sněžení [cm]                                                                 | 14,7               | 13,7               | 14,2               | 11,9               | 7,4                | 1,0                | 0,1                | 0,2                | 3,6                | 10,9               | 13,2               | 12,5               | 103,4              |
| Dní s deštěm                                                                 | 13,0               | 11,8               | 11,5               | 10,3               | 8,8                | 7,9                | 6,6                | 8,3                | 9,0                | 10,7               | 11,0               | 11,2               | 120,1              |
| Zdroj: http://www.dmi.dk/fileadmin/user_upload/Rapporter/TR/2000/tr00-18.pdf |                    |                    |                    |                    |                    |                    |                    |                    |                    |                    |                    |                    |                    |

## Partnerská města
- Kópavogur, Island

## Galerie

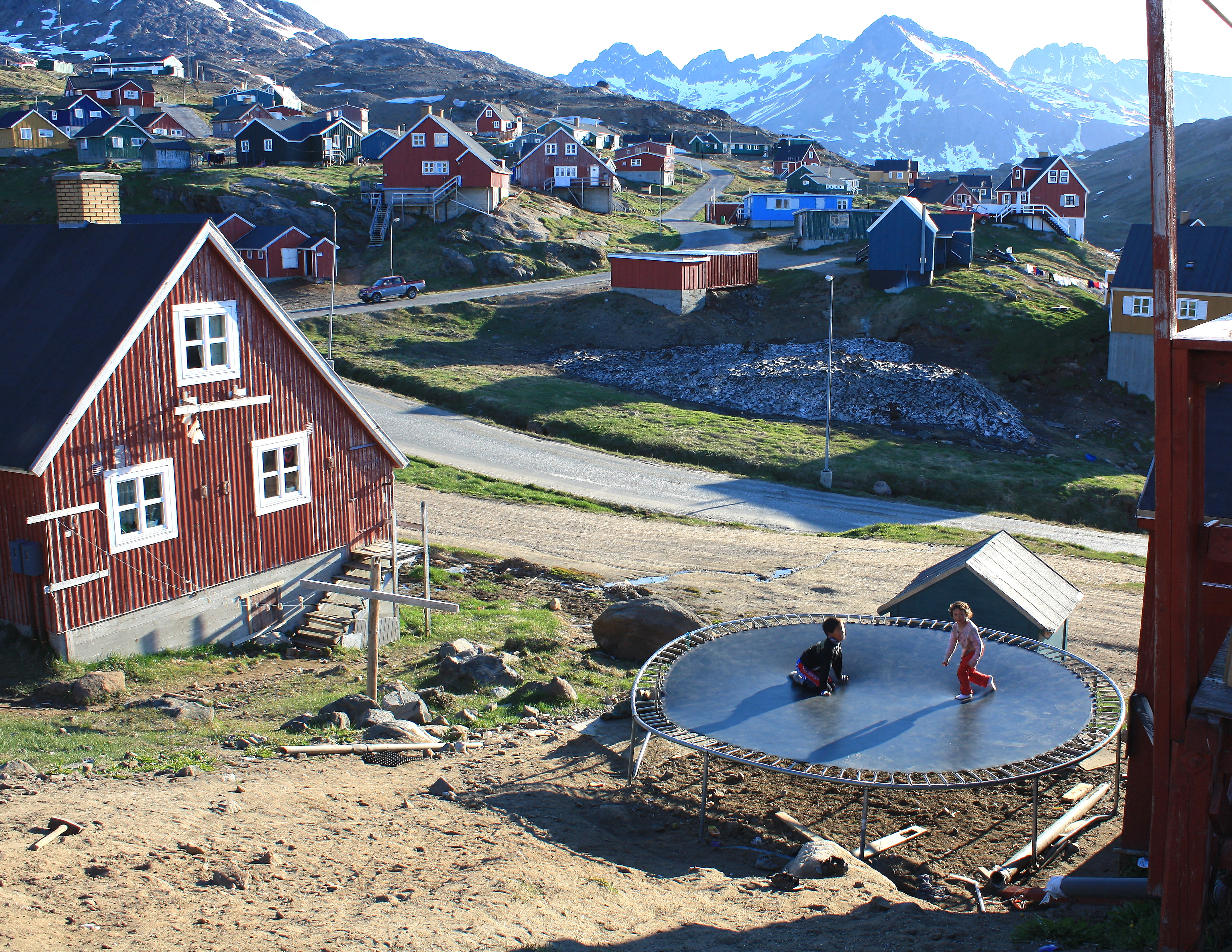
Celkový pohled
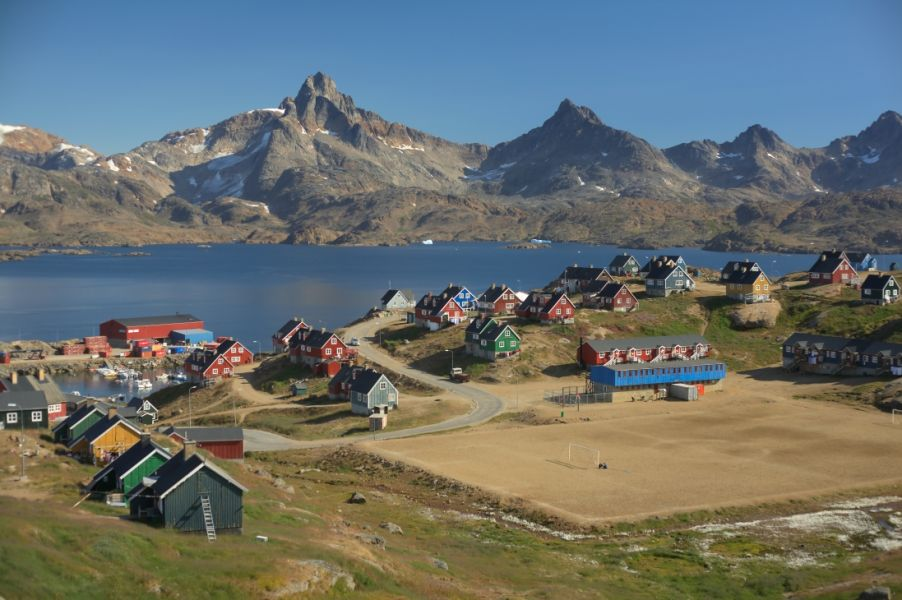
Celkový pohled
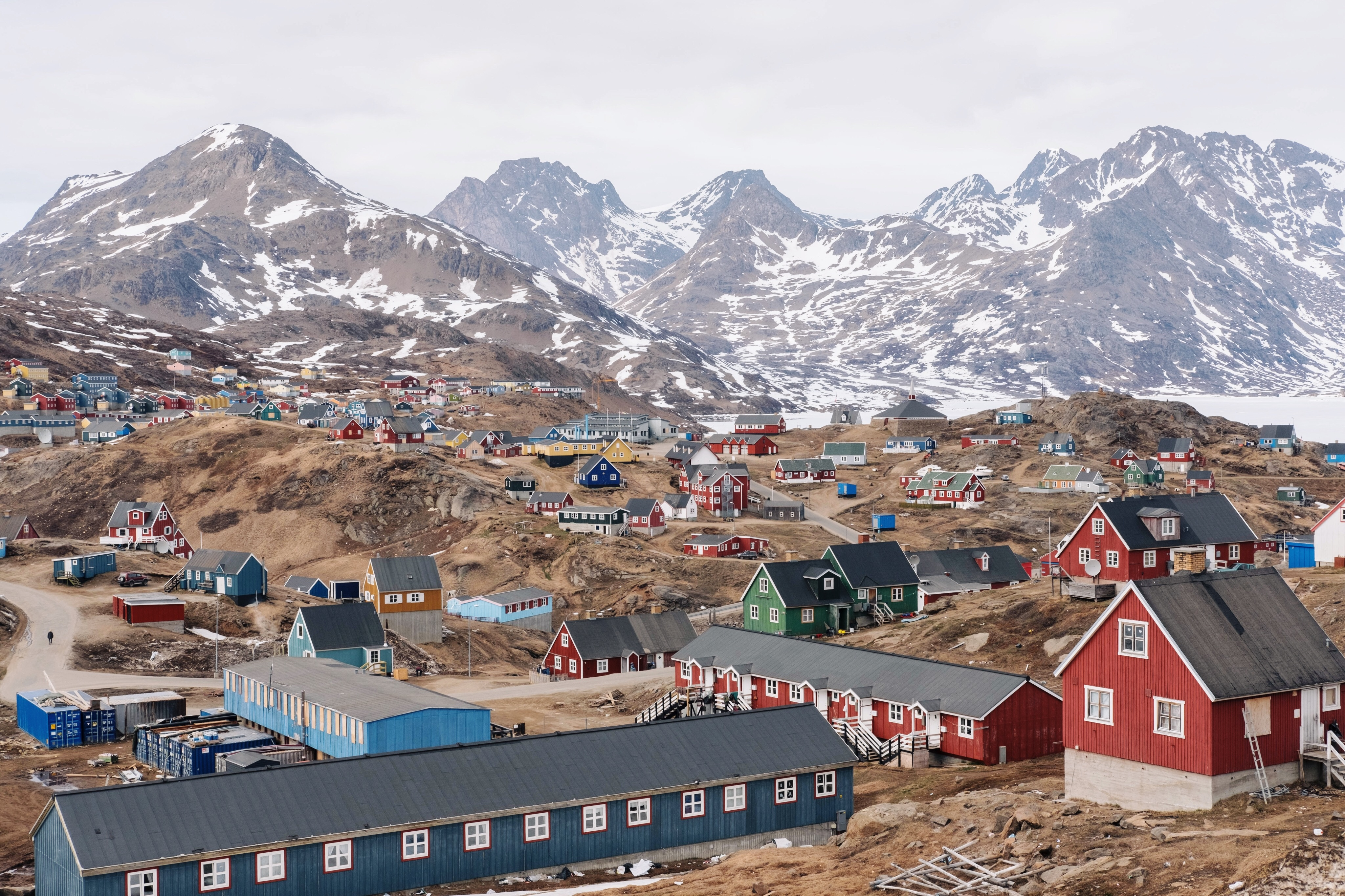
Celkový pohled
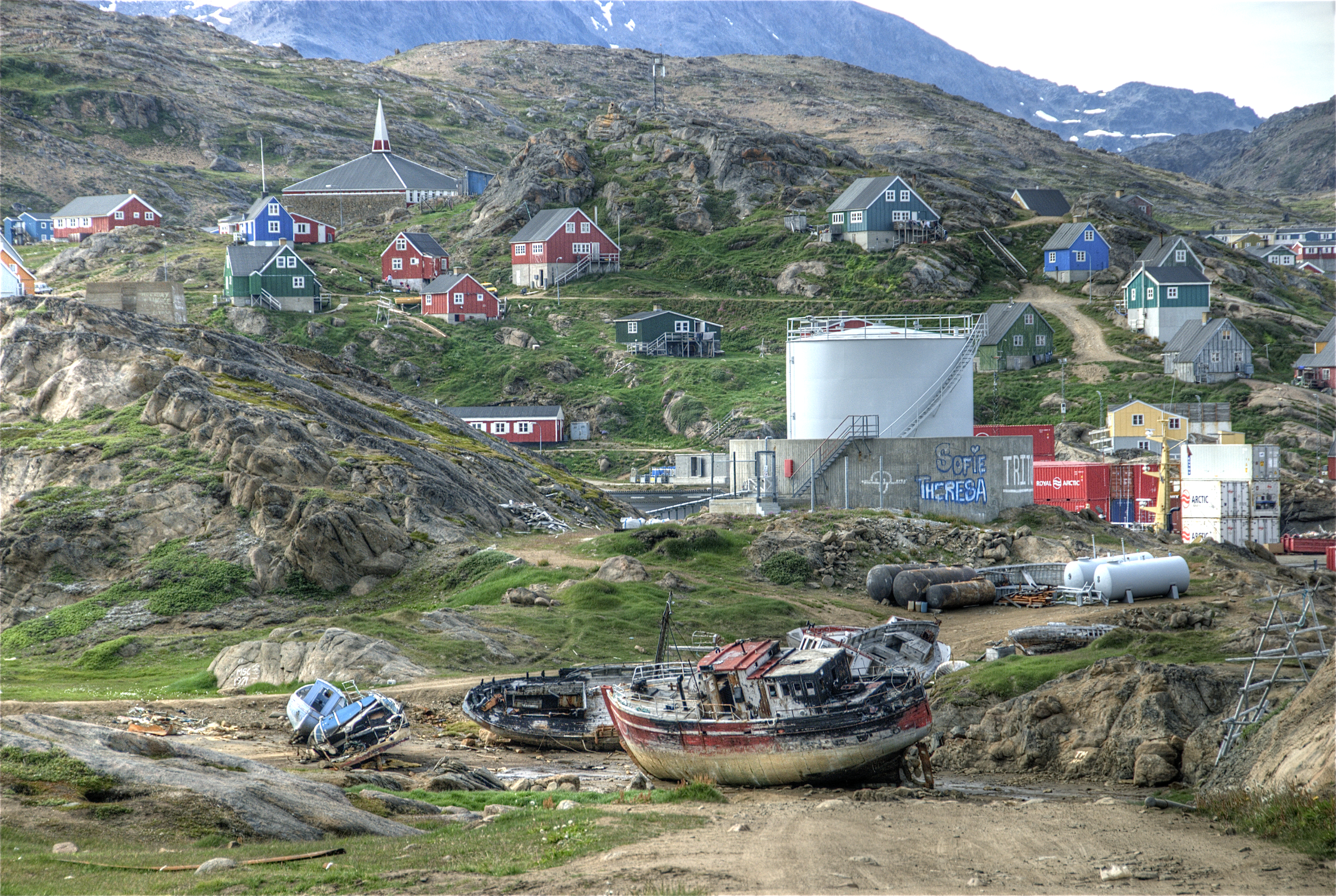
Celkový pohled
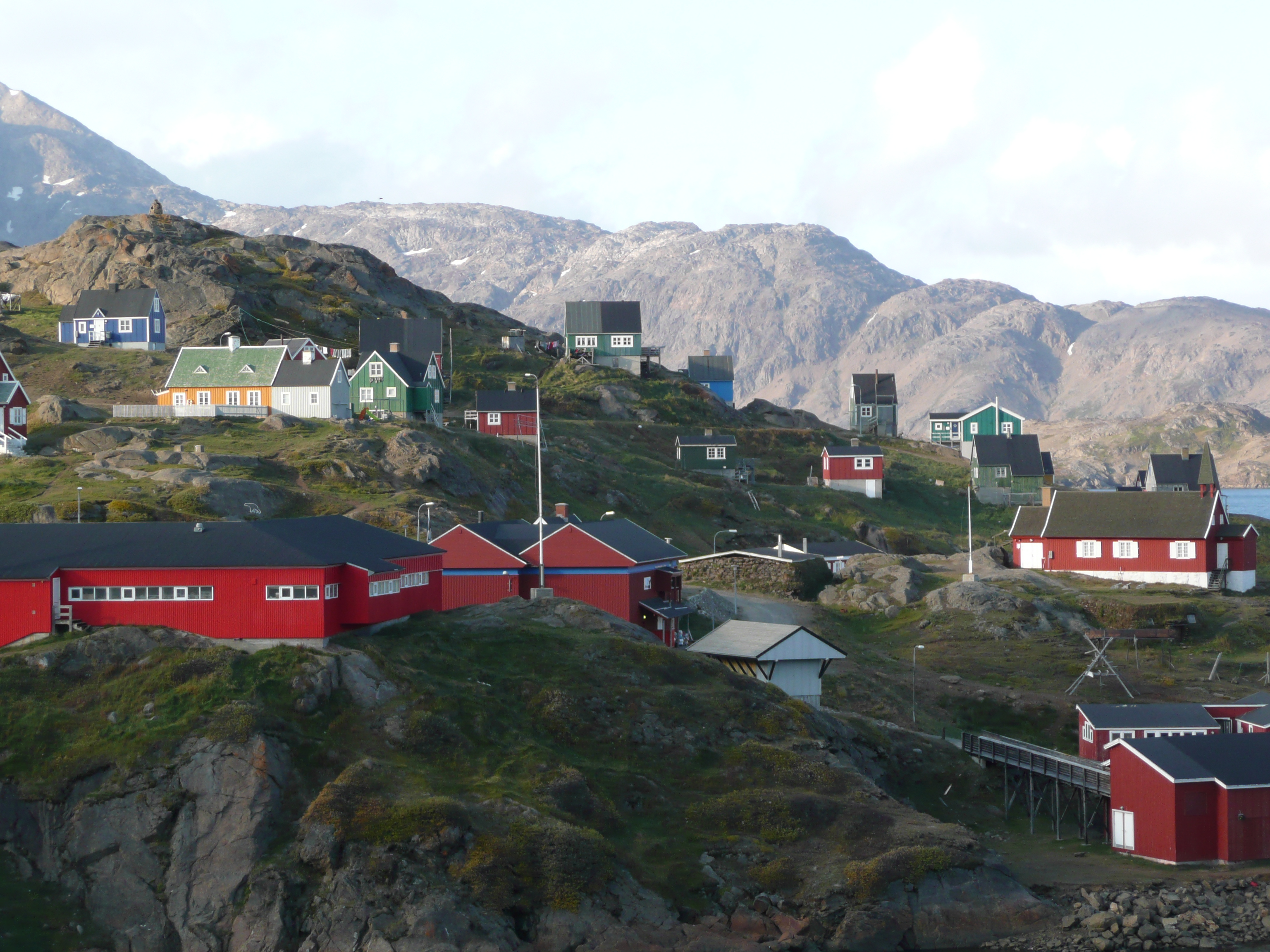
Celkový pohled
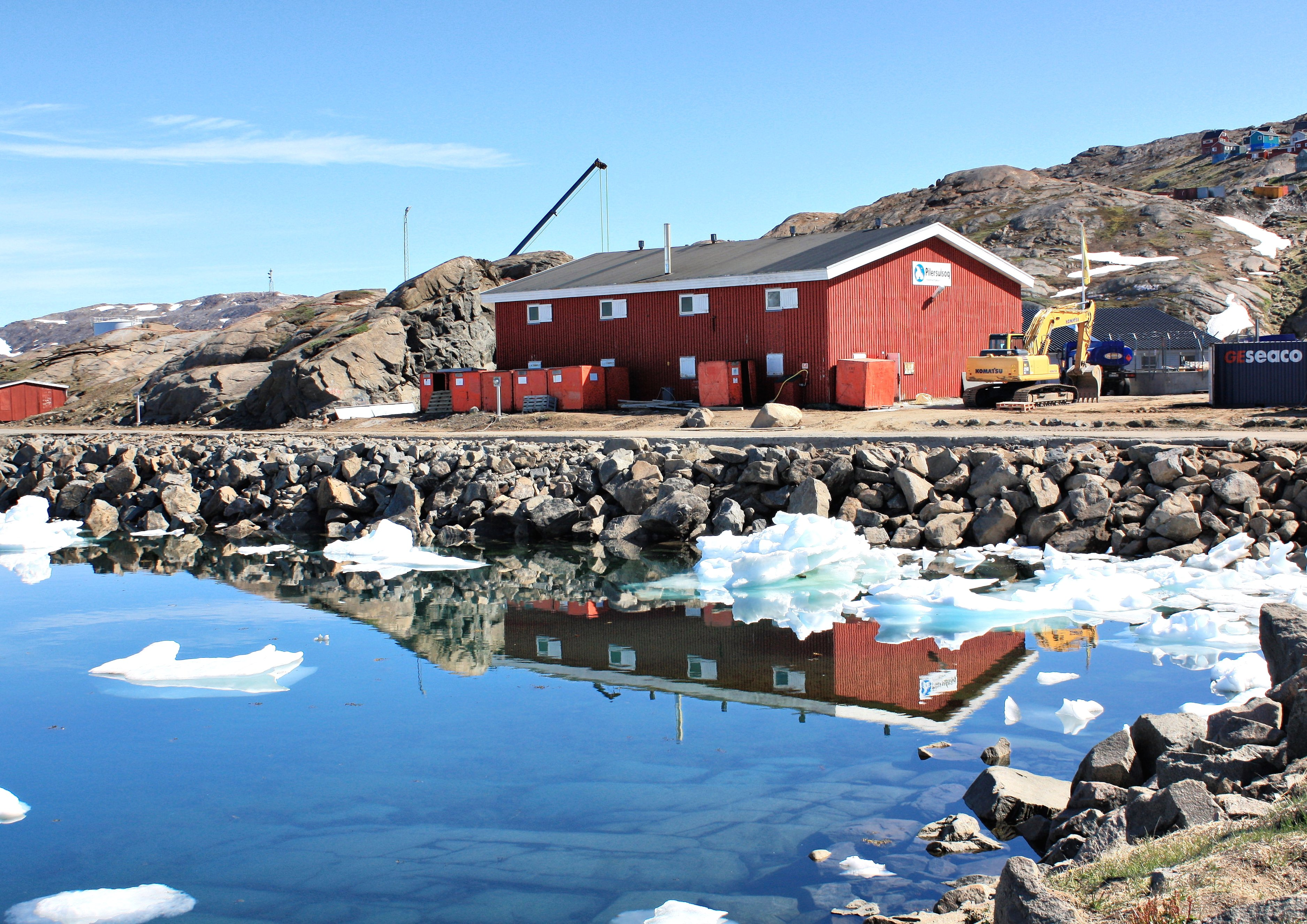
Pohled z moře
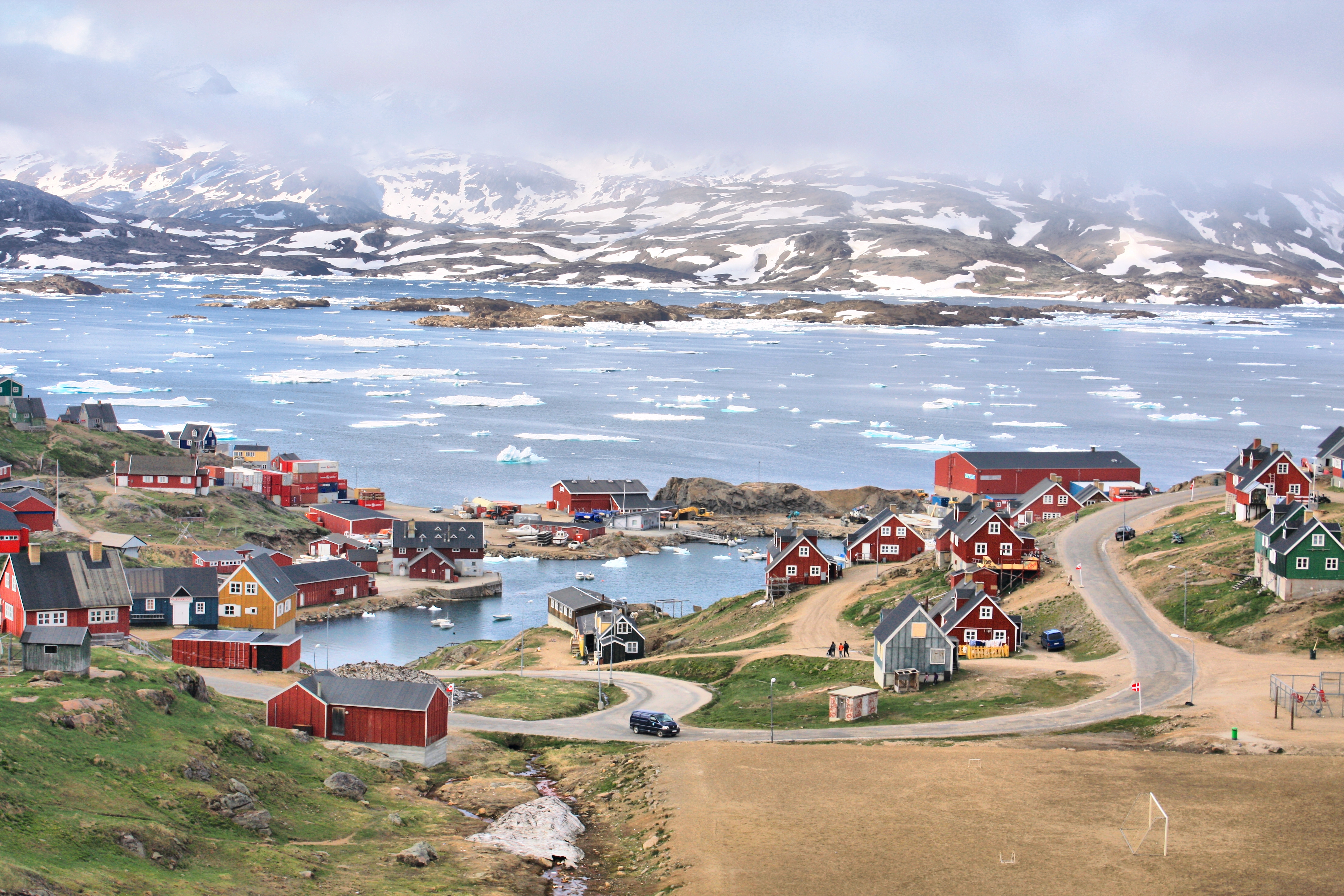
Pohled z místního hotelu
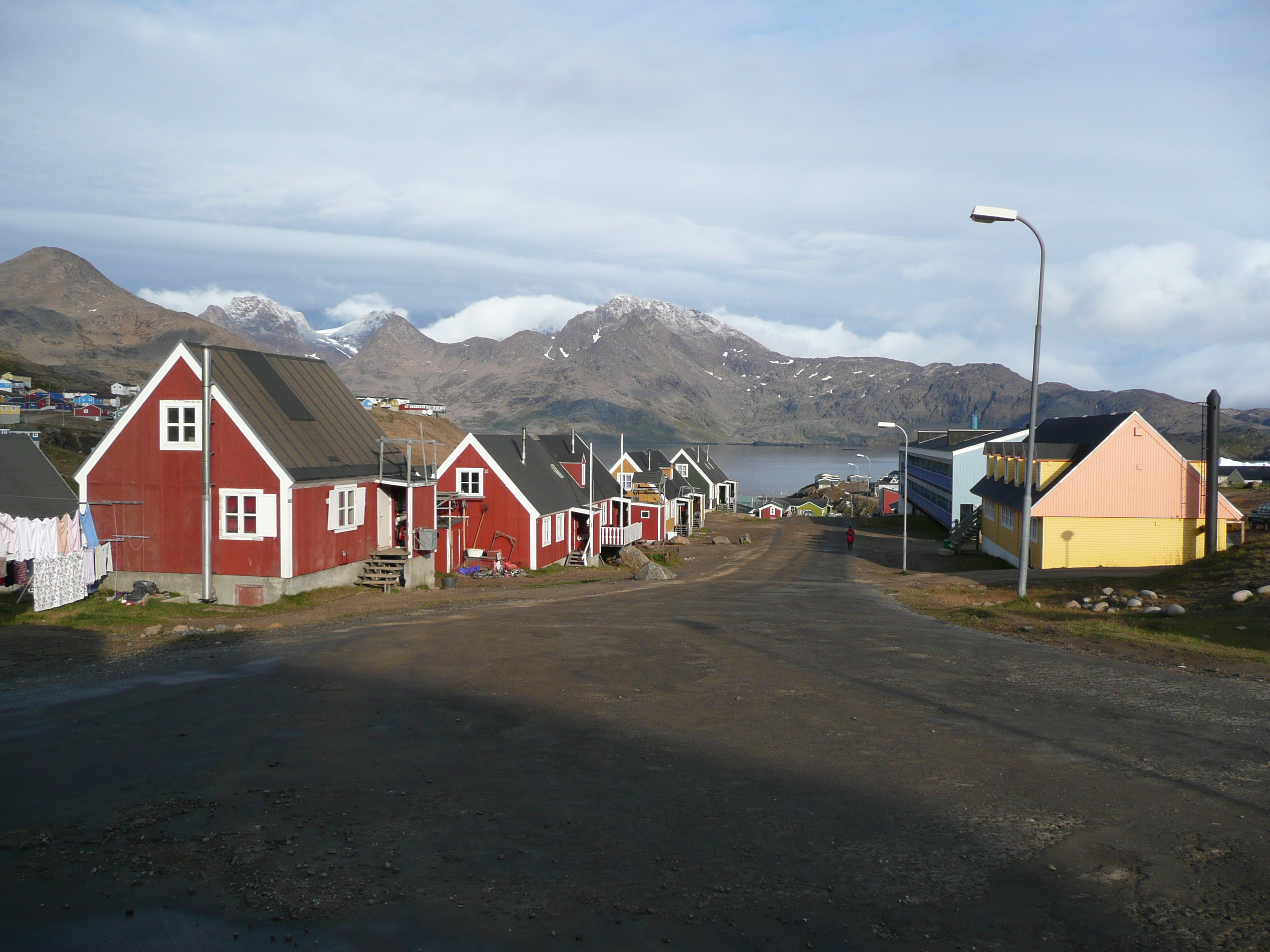
Ulice v Tasiilaqu
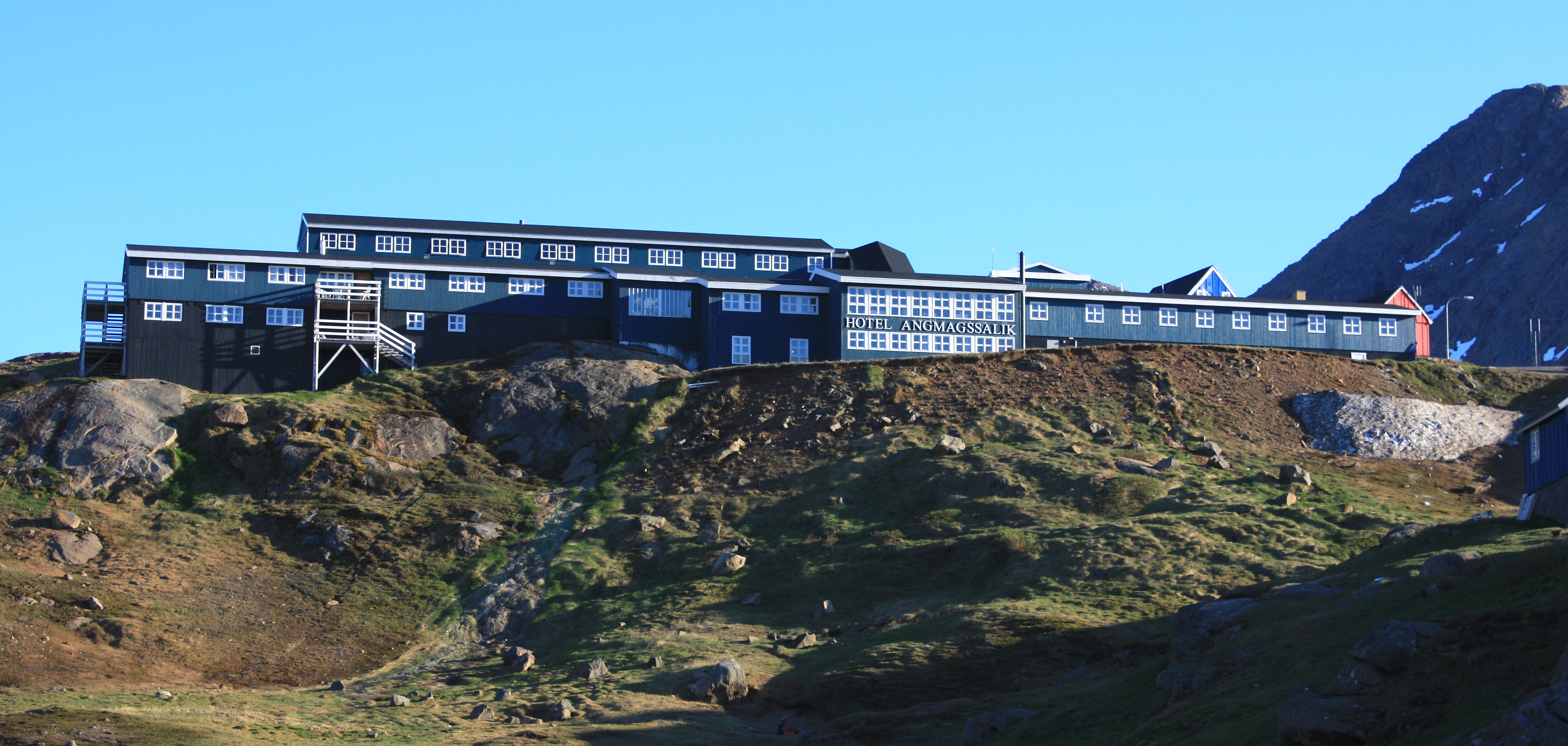
Hotel v Tasiilaqu
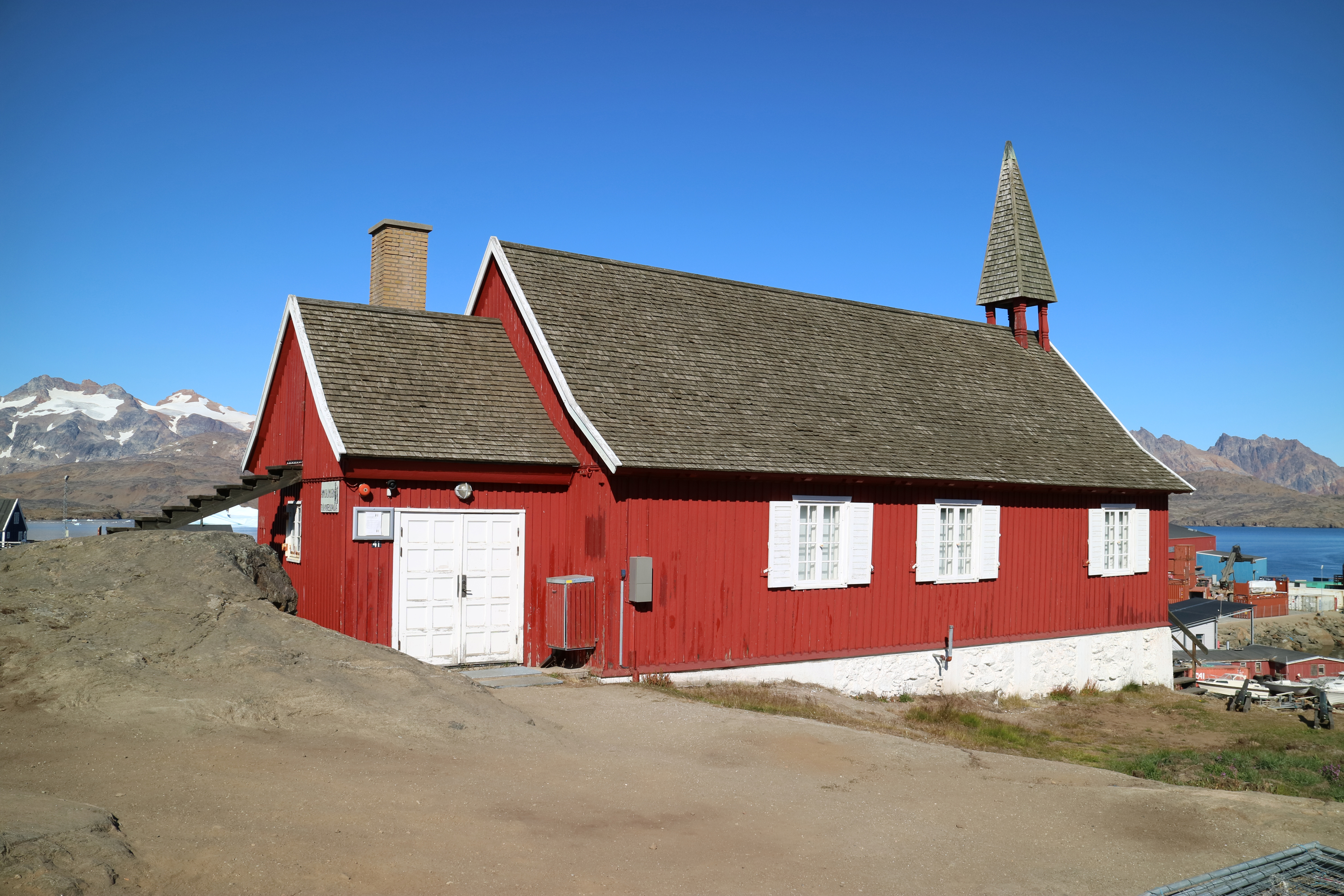
Kostel v Tasiilaqu
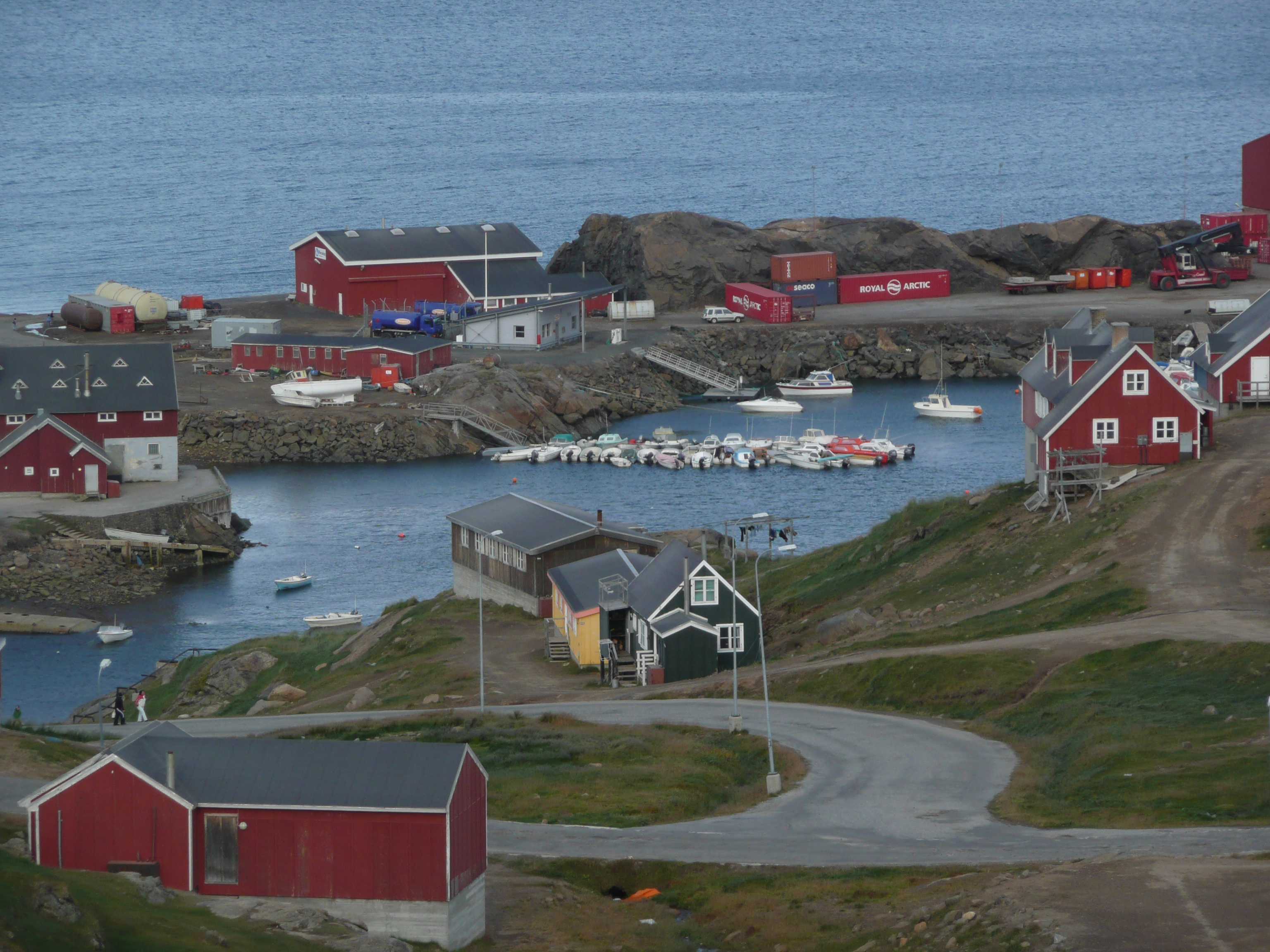
Přístav v Tasiilaqu
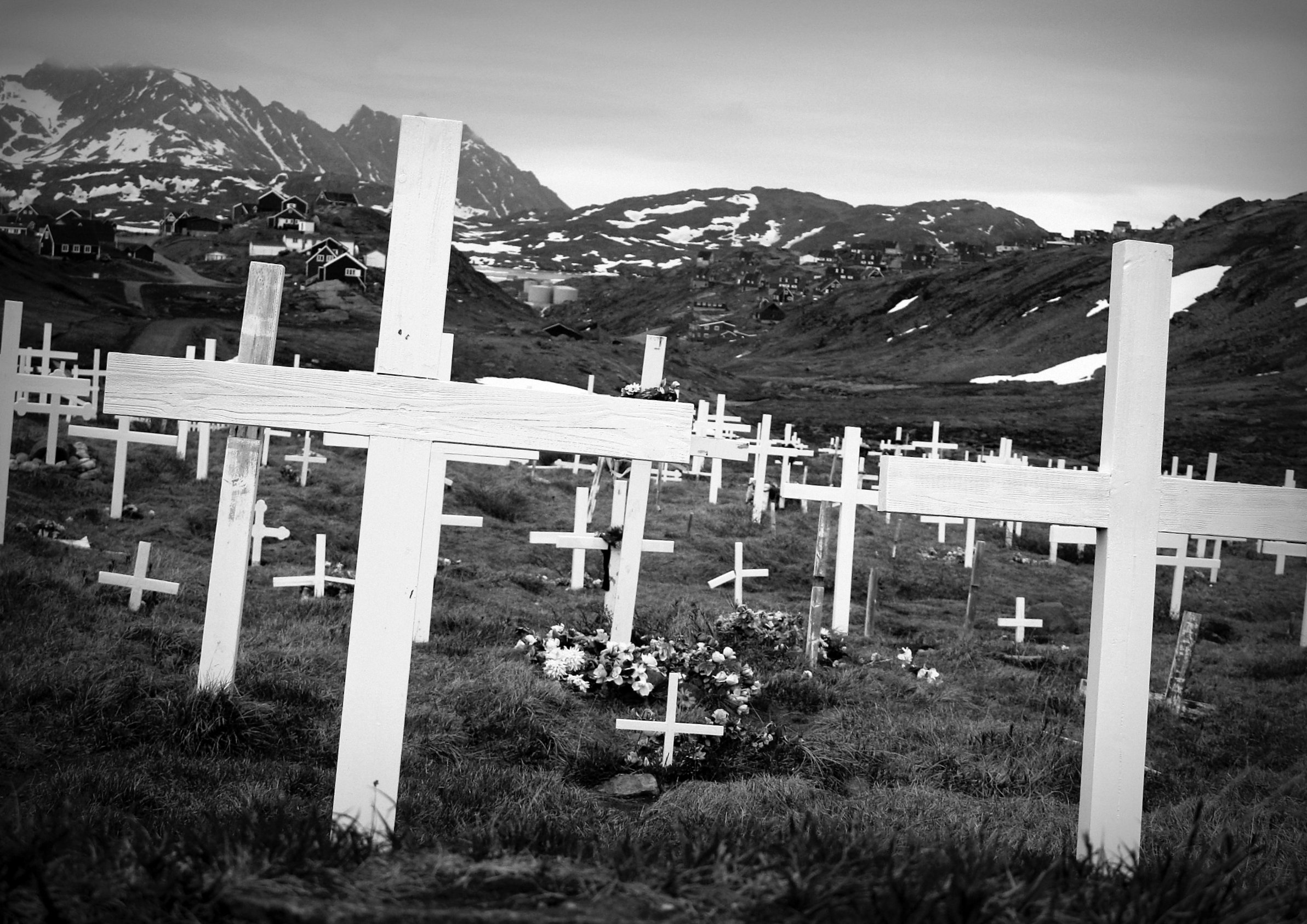
Hřbitov v Tasiilaqu